# Orozgan
Orozgan, Orozgân ou Oruzgan est une province du centre de l'Afghanistan. Sa capitale est Tarin Kôt.

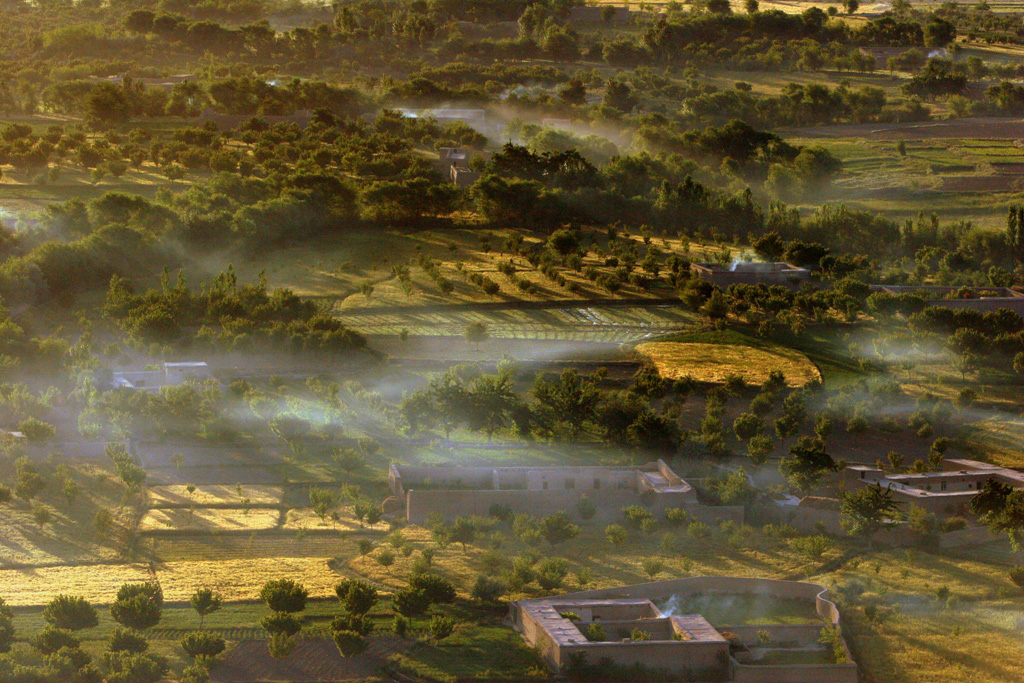
Photographie aérienne des champs de la province d'Uruzgan

## Histoire

### Mission de l'OTAN
En juin 2002, une noce fut bombardée par la United States Air Force, provoquant la mort de 30 civils.